# 郭公荘駅
郭公荘駅（かっこうそうえき）とは中華人民共和国北京市豊台区に位置する北京地下鉄9号線と房山線の駅である。

## 駅構造
島式ホーム2面4線を有する地下駅である。
| 地上 | -                                                               | 出口                                                            |  |
| B1階 | 駅舎                                                            | ←北                                                             |  |
| B2階 | ■房山線東管頭南駅方面/9号線・房山線直通運転列車国家図書館駅方面 | ■房山線東管頭南駅方面/9号線・房山線直通運転列車国家図書館駅方面 |  |
| B2階 | 島式ホーム                                                      |                                                                 |  |
| B2階 | ■9号線国家図書館駅方面                                          |                                                                 |  |
| B2階 | ■9号線降車ホーム                                                |                                                                 |  |
| B2階 | 島式ホーム                                                      |                                                                 |  |
| B2階 | ■房山線閻村東駅方面                                             |                                                                 |  |

## 歴史
- 2011年12月31日 - 9号線の開業と同時に開業。房山線も大葆台駅から営業区間が延長され、両線の連絡駅となった[2]。

## 隣の駅
北京地下鉄
■9号線
豊台科技園駅 - 郭公荘駅
■房山線
大葆台駅 - 郭公荘駅 - 白盆窯駅